# Munna avatshensis
Munna avatshensis is een pissebed uit de familie Munnidae. De wetenschappelijke naam van de soort is voor het eerst geldig gepubliceerd in 1936 door Gurjanova.